# Incendiul din Tunelul Kaprun

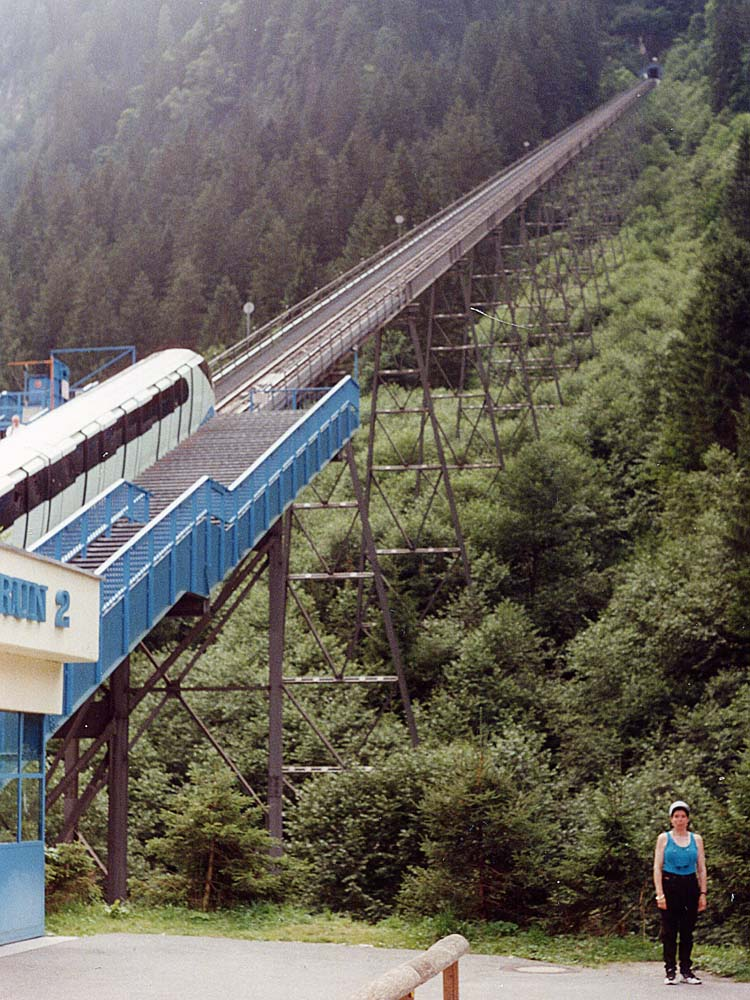
Tunelul Kaprun fotografiat de Adrian Pingstone cu câteva săptămâni înainte de dezastru

Pe 11 noiembrie 2000, într-un tunel lung de 3 km din stațiunea austriacă Kaprun a luat foc instalația electrică de încălzire de la un vagon, s-au topit țevile de la instalația hidraulică, blocându-se ușile și trenul propriu-zis. Până la spargerea geamurilor care erau dintr-un plastic rezistent, focul s-a întețit și au murit arși 155 de tineri, toți schiori care se îndreptau către Kitzsteinhorn. Totuși, din numărul total de persoane care au fost în acel funicular au scăpat un număr de 12 persoane, 10 germani și doi austrieci.

## Victime
Funicularul nu a mai fost redeschis niciodată după incendiu și a fost înlocuit cu o telegondolă. Stațiile au fost abandonate, iar tunelul sigilat, rămânând nefolosit și astăzi. Victimele incendiului includ:
| Naționalitate  | Decese |
| -------------- | ------ |
| Austria        | 92     |
| Germania       | 37     |
| Japonia        | 10     |
| Statele Unite  | 8      |
| Slovenia       | 4      |
| Olanda         | 2      |
| Marea Britanie | 1      |
| Cehia          | 1      |
| Total          | 155    |